# Apoballis brevipes
Apoballis brevipes är en kallaväxtart som först beskrevs av Joseph Dalton Hooker, och fick sitt nu gällande namn av S.Y.Wong och Peter Charles Boyce. Apoballis brevipes ingår i släktet Apoballis och familjen kallaväxter. Inga underarter finns listade.